# 初日の出

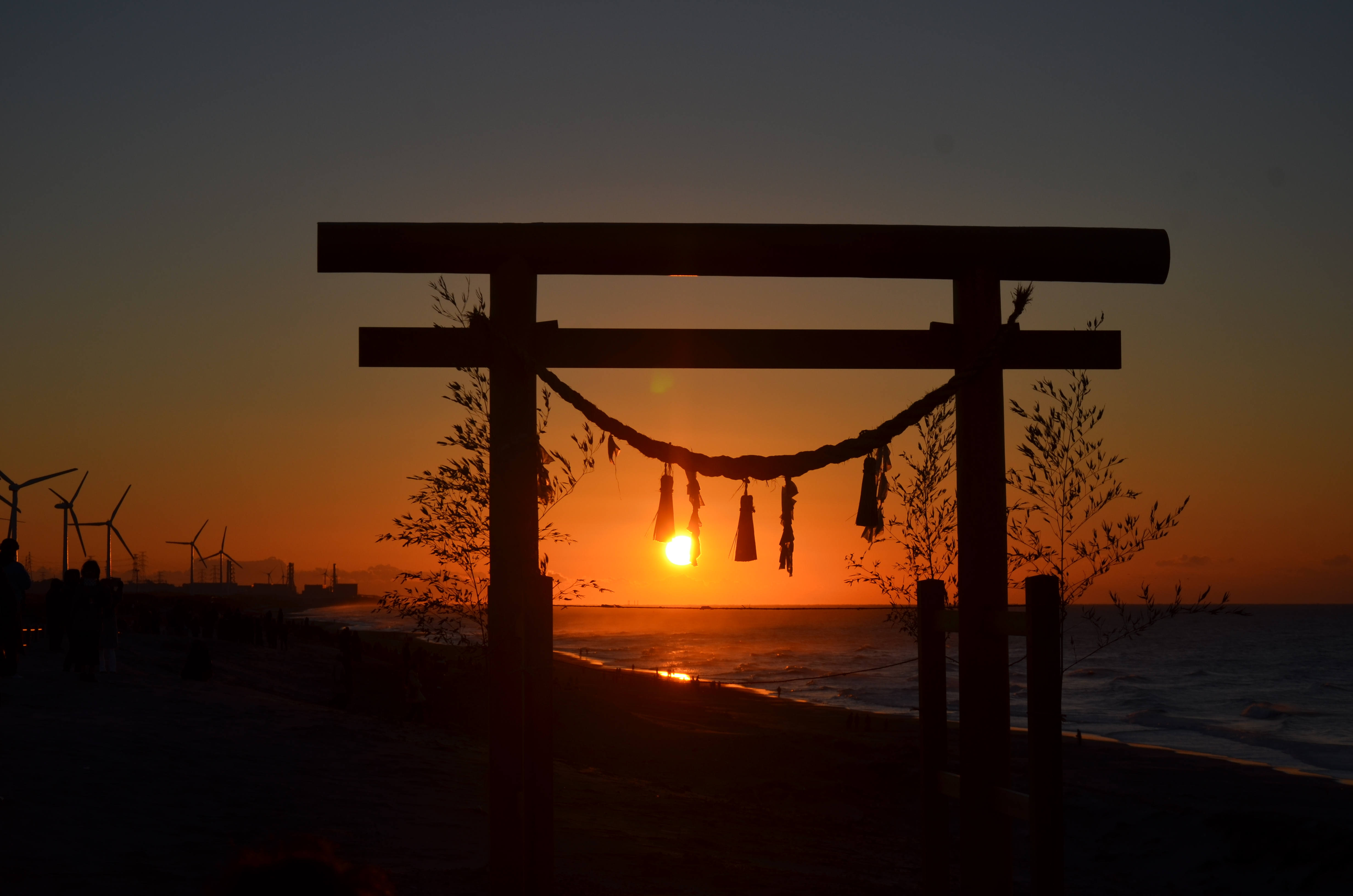
太平洋に面した国安海岸の初日の出と鳥居（2017年1月1日、静岡県掛川市）

初日の出（はつひので）とは、1月1日（元旦）の日の出（太陽が水平線や地平線から姿を現す様）のこと。日本では一年に一度の最初の夜明けで『めでたい』とされ、多くの人々が初日の出参りを行う。

## 概要

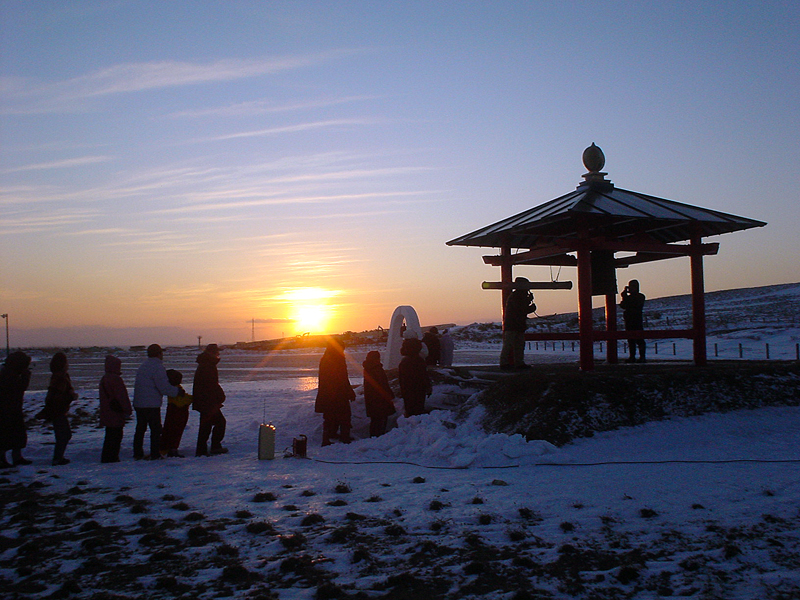
オホーツク海に面した宗谷岬の初日の出（2007年1月1日、北海道稚内市）

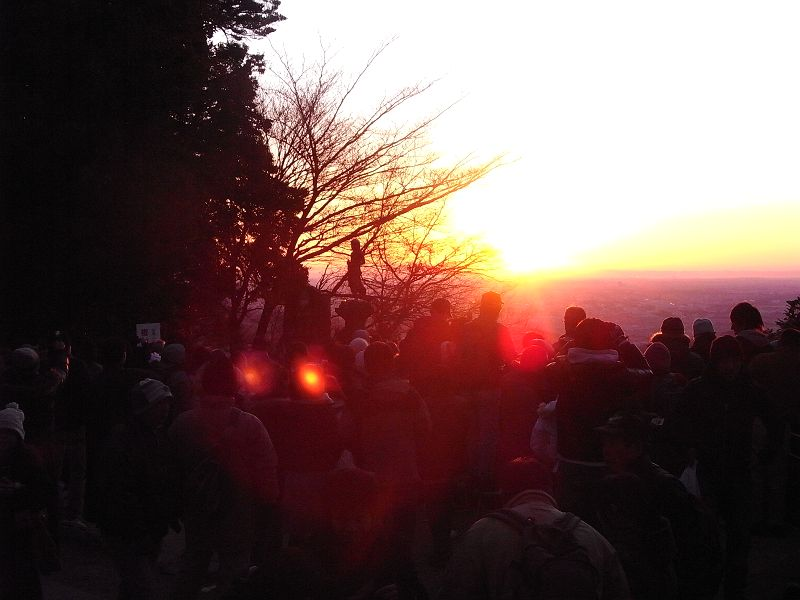
高尾山の初日の出（2009年1月1日、東京都八王子市）

初日の出の習慣は、日本古来のものであるが、人口百万を擁する大都市、江戸では盛んにおこなわれ、特に芝高輪の愛宕山と神田湯島が二大名所だった。全国では明治以降に盛んになったと言われている。四方拝という天皇の元旦の儀式が始まりで、それが庶民の間に現在の形で広まり、初日の出を拝むという習慣になった。
全国各地に初日の出スポットがある。水平線を見渡せる海岸や山頂、展望台、高層建築物（高層ビルや高層マンション、電波塔など）の最上階や屋上などである。
初日の出の時刻は毎年ほとんど決まっているため、国立天文台の電話相談室の担当者だった理学博士の長沢工によれば、11月頃になると、国立天文台の相談室には旅行会社などから「本土で最も早い初日の出が見られるのはどこか?」という質問が多数寄せられ、天文台側も50箇所から60箇所の初日の出スポットの時刻計算リストを作り、質問に答えている。
また、初日の出の際に、願い事やその年の決意などを祈ることが多い。季節柄、曇りや雨、雪の多い日本海側よりも、晴天の多い太平洋側の方が見られる確率が高い。

## 早い初日の出と遅い初日の出
- 南鳥島 - 日本の実効支配地域で最も早いが、一般人が訪れることは不可能である。5時27分頃。[4]
- 母島 - 同島最高峰の乳房山山頂が日本国内の定住者がいる地域で最も早い。6時17分頃[4]。
- 富士山頂 - 日本本土4島で最も早い初日の出。6時42分頃[4]。冬の富士登山は非常に難易度が高くアクセスは困難。
- 犬吠埼 - 日本本土4島の平地で最も早い初日の出。6時46分頃。納沙布岬の方が東にあるが、南東にいくほど早くなるので、犬吠埼の方が早い[4]。
- 与那国島 - 日本の領土でもっとも遅い初日の出。7時32分頃[5]。

## モンゴル
モンゴルで「初日の出」を見る習慣があり、モンゴル系民族における新年である「ツサガン・サル」の元日に登山して、山の頂上で見る。

## 韓国
韓国でも「初日の出」を見る習慣があり、おもに旧正月（ソルラル）の元日に韓国全土にある「初日の出スポット」で見る。

## カナダ、グリーンランド、ロシア、米国
北極圏では、イヌイット、ユピク、アレウト、チュクチ、イヌピアットが、3つのランプを消して再点火することにより、初日の出（イヌクティトゥット語: ᓯᕗᓪᓕᖅᐹᖅ ᓯᕿᓂᖅᓄᐃᔪᖅ）を観測する。マリナとイガルクの話に触発されたと言われている。